# 1847 års fattigvårdförordning
1847 års fattigvårdförordning var en svensk förordning om offentlig socialhjälp i Sverige. Det var den första förordning som gav Sverige ett enhetligt system för fattigvård. Den ersatte 1642 års tiggareordning.

## Bakgrund
Den närmast föregående förordningen, vars grunddrag fortfarande gällde år 1847, var 1642 års tiggareordning. I tiggareordningen klargjordes att det var lokalsamhället som ansvarade för fattigvården. Varje församling skulle ha en fattigstuga där gamla och sjuka som inte kunde försörja sig själva kunde bo. Grundregeln var dock att det var varje släkt eller familj som i första hand skulle ta hand om sina egna släktingar. Tiggeri förbjöds förutom för de som hade beviljats särskilda tiggarpass. Barn skulle tas om hand på barnhus: i de fall sådana inte fanns, skulle socknen ta hand om de fattiga barnen (dvs genom rotegång).

## Historik
1847 års fattigvårdförordning var präglad av den liberalism som generellt rådde i Sverige på 1830-talet. I takt med den starka befolkningstillväxten i Sverige vid tiden och de ekonomiska krav detta ställde på samhället, så vann också idéer om en fattigvård med fokus på självförsörjning kraft. Fattigvårdsförordningen stadgade att varje församling skulle ha en fattigvårdsstyrelse, vilken på landsbygden skulle bestå av sockennämnden. I fattigvårdsstyrelsen skulle kyrkoherden vara ledamot. På så vis befästes kopplingen mellan statskyrkan och fattigvården. Förordningen innebar också att varje mantalsskriven person i socknen skulle betala en särskild fattigvårdsavgift. Tidigare hade det varit frivilligt att betala till fattigkassan, men det blev nu obligatoriskt. Flyttförbudet för de fattiga upphävdes och församlingen förbjöds att vägra fattiga att flytta över sockengränsen. Styrelsen skulle dela ut bidrag från fattigkassan, eller ordna antingen en plats på ett fattighus eller en utackordering till den behövande. 
Rotegång behölls för vuxna, men avskaffades för barn. Fattigauktioner förekom redan före denna tid, men genom rotegångsförbudet för barn blev de vanligare för dessa. 
Bidragsgivarna fick laglig rätt att kräva att inhysehjonen arbetade som motprestation, men de fattiga fick också rätt att lämna in klagomål mot dem.[källa behövs]
1853 års fattigvårdförordning innebar inga stora förändringar, förutom att fattiga tvingades vara bosatta längre tid i en socken för att få rätt till fattighjälp, och att bidragsgivarens rätt att kräva arbete av inhysehjon skärptes.[källa behövs]
Samhällsomvälvningarna under 1860-talet med dess nödår, industrialisering och urbanisering, innebar dock en hårdnad attityd mot offentliga sociala insatser, som brännmärktes som kommunism, och opinionen förespråkade att samhället slapp allt ansvar för andra än sinnessjuka och föräldralösa barn.1871 års fattigvårdförordning innebar därför en försämring för de nödlidandes rättigheter: alla utom föräldralösa barn, gamla och fysiskt och psykiskt arbetsoförmögna förlorade all rätt till hjälp från samhället och deras rätt att överklaga fattigvårdsstyrelsens beslut avskaffades. Grunderna för 1847 års fattigvårdförordning bestod dock även i 1871 års förordning, och det var inte förrän med 1918 års fattigvårdslag som en verklig förändring av socialvårdsystemet infördes.[källa behövs]